# 城南镇 (六安市)
城南镇，是中华人民共和国安徽省六安市裕安区下辖的一个乡镇级行政单位。

## 行政区划
城南镇下辖以下地区：
城南社区、十里桥社区、李仓村、樊通桥村、关王庙村、梅花村、黄小桥村、桃湾村、周湾村、汪家行村、四望山村和渡槽村。